# Rivallon d'Aleth
 Rivallon ou Riwallon évêque d'Alet  (mort en 1118) est évêque d'Aleth de 1112 à 1118.

## Biographie
Rivallon ou Riwallon, breton d'origine noble, est élevé à la cour des rois anglo-normands Guillaume II le Roux et Henri Beauclerc. Il apparaît comme archidiacre de Lohéac dans le diocèse d'Alet en 1101. Devenu évêque en 1112 et consacré par l'archevêque de Tours il utilise dans ses actes les titres d'évêque d'Alet ou d'évêque de Saint-Malo Il est témoin d'un acte entre l'abbé de Marmoutiers et le vicomte de Porhöet en 1115. Il administre les derniers sacrements au vicomte de Porhoët et meurt lui-même en 1118. C'est un ami de Marbode qui fait son éloge en précisant ses liens avec la cour d'Angleterre.

## Sources
- François Tuloup, Saint-Malo : Histoire Religieuse, Paris, Éditions Klincksieck, 1975.
- Charles-Louis Taillandier Histoire ecclésiastique et civile de Bretagne, Volume 2.
- Abbé Amédée Guillotin de Corson, Pouillé Historique de l’archevêché de Rennes, Mayenne, Éditions Régionales de l'Ouest, 1997, 840 p. (ISBN 2-85554-083-6), p. 579